# Hedlav
Hedlav (Cetraria aculeata) är en lavart som först beskrevs av Johann Christian Daniel von Schreber, och fick sitt nu gällande namn av Elias Fries. Hedlav ingår i släktet Cetraria och familjen Parmeliaceae.  Arten är reproducerande i Sverige. Inga underarter finns listade i Catalogue of Life.

## Källor

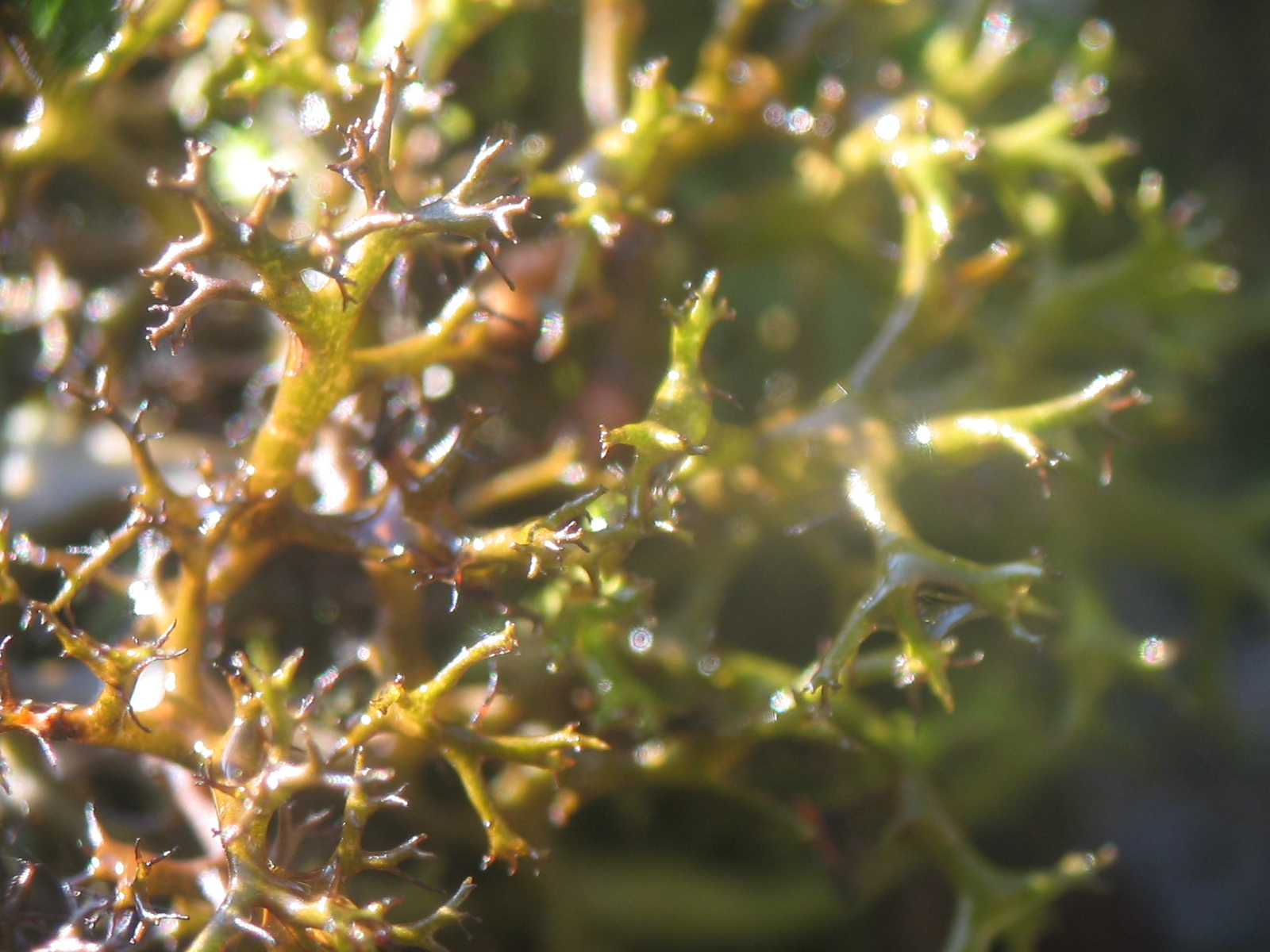
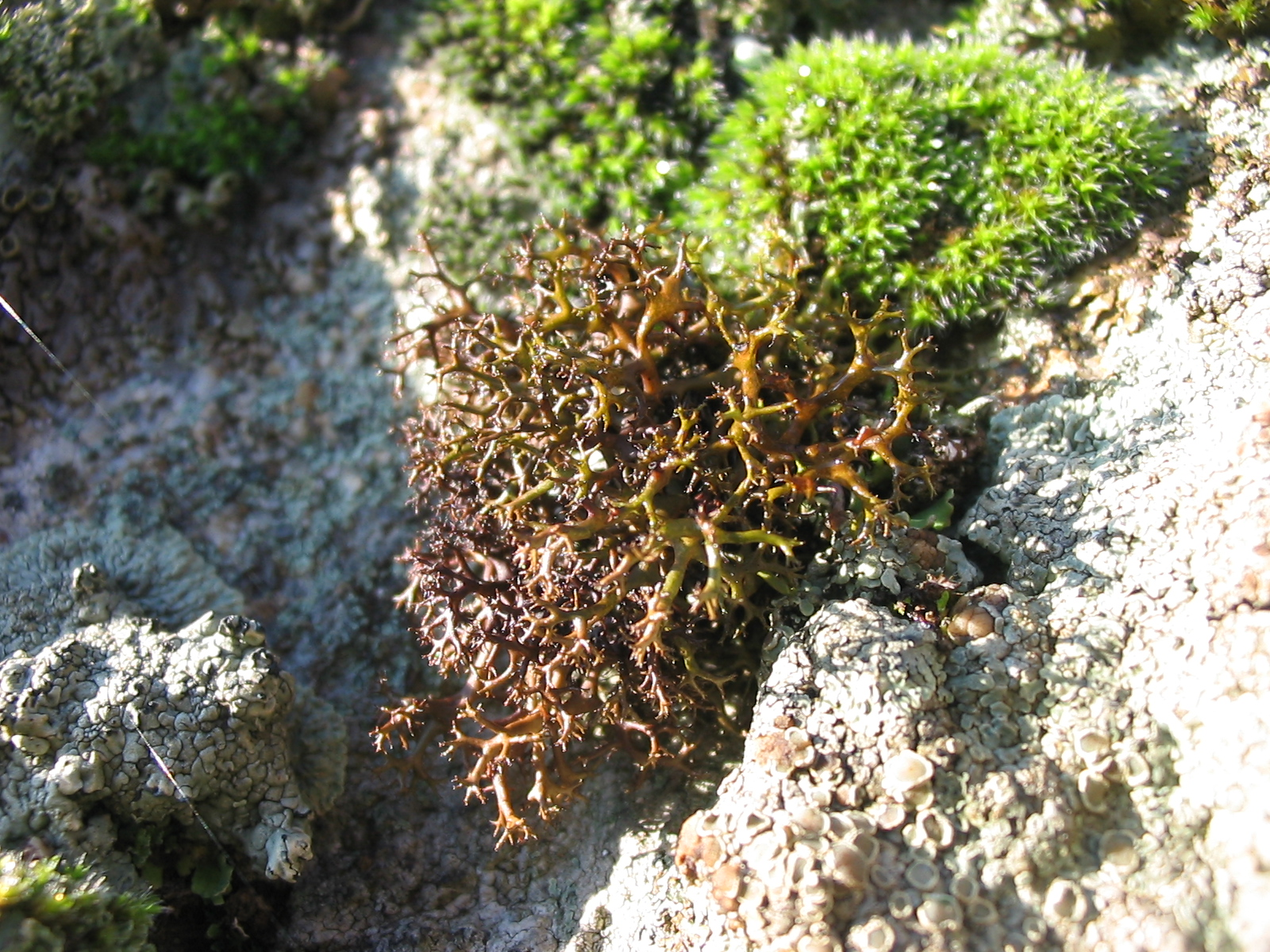